# Enrique de Trastámara (infante de Aragón)
Enrique de Trastámara (Medina del Campo, 1400-Calatayud, 15 de junio de 1445, fallecido por las heridas recibidas en la batalla de Olmedo), fue un noble español, infante de Aragón, conde de Alburquerque, duque de Villena, conde de Ledesma y maestre de la Orden de Santiago hasta su muerte.

## Biografía
Era el tercer hijo del entonces infante castellano Fernando de Antequera, futuro rey de Aragón tras el Compromiso de Caspe, con el nombre de Fernando I, y de Leonor de Alburquerque. Pese a ello, y merced a las posesiones legadas por su familia, su principal campo de acción estuvo en Castilla, donde, según los planes de su padre, debía ser la cabeza visible de la familia, dado que su hermano, el primogénito Alfonso V de Aragón, heredaría el trono de Aragón, y el segundo hermano, Juan, terminaría siendo rey de Navarra con el nombre de Juan II de Navarra. 
Siguiendo las disposiciones paternas, Enrique entró muy joven en la corte castellana, colaborando con su primo el rey Juan II de Castilla en cuyo Consejo Real tenía un puesto asegurado por el testamento de su tío Enrique III el Doliente. Bien pronto, a la muerte en 1409 de Lorenzo Suárez de Figueroa, maestre de la Orden de Santiago, su padre, regente de Castilla durante la minoría de edad de Juan II, logró mediante presiones, favores y sobornos que fuera investido nuevo maestre con solo nueve años de edad, y todo ello pese a las prevenciones de su cuñada y corregente la reina madre Catalina de Lancáster.
En 1416, con dieciséis años, murió su hermano Sancho, el «maestre niño» de la Orden de Alcántara, siendo sucedido por Juan de Sotomayor (1416 - destituido en 1432), el factotum efectivo en la administración de la Orden de Alcántara quien tuvo sumo cuidado de no molestar al infante Enrique, el maestre niño de la Orden de Santiago pese a la muerte ese mismo año del influyente padre de ambos infantes, el rey Fernando I de Aragón. 
El rey Fernando I en su testamento le legó el condado de Alburquerque y el condado de Ledesma, aunque la mayor parte de las posesiones castellanas de la familia pasaron a su hermano Juan.

### El golpe de Tordesillas y sus consecuencias: el tratado de Torre de Arciel
Tras la muerte de la regente, la reina madre Catalina de Lancáster, surgió la rivalidad entre don Enrique y su hermano Juan, ambos infantes de Aragón, formándose tras de ellos dos facciones nobiliarias que iban a rivalizar por el control del joven monarca castellano. Los miembros más destacados de la que encabezaba Enrique eran el almirante de Castilla Alfonso Enríquez, el condestable de Castilla Ruy López Dávalos, el mayordomo mayor del rey Juan Hurtado de Mendoza, el adelantado mayor de León Pedro Manrique, el arcediano de Guadalajara Gutierre Gómez de Toledo y el mayordomo mayor de la Orden de Santiago, del que era maestre el infante Enrique, García Fernández de Manrique. Tras la proclamación de la mayoría de edad de Juan II el 7 de marzo de 1419, nada más cumplir los catorce años, las tensiones entre las dos facciones se incrementaron. Así al año siguiente el infante Enrique decidió aprovechar la ausencia de Castilla del infante don Juan —que se había ido a Pamplona para casarse con la heredera al trono del reino de Navarra, Blanca de Navarra— para llevar a cabo el golpe de Tordesillas.
Mediante este golpe de fuerza perpetrado el 14 de julio de 1420 don Enrique se apoderó del joven rey Juan II con el propósito de hacerse con el poder destituyendo de sus cargos a los nobles de la facción de su hermano Juan y arrancarle al rey la autorización del matrimonio entre él y la hermana del monarca, la princesa Catalina de Castilla. En Ávila, a donde se llevó al rey, hizo celebrar un domingo del mes de agosto de 1420 la proyectada boda entre su hermana María y el rey Juan II. También reunió allí a las Cortes de Castilla consiguiendo que convalidaran el golpe de Tordesillas.
Ante la amenaza de las huestes reunidas por su hermano en Olmedo don Enrique decidió sacar al rey de Ávila y llevárselo al sur, a los territorios de la Orden de Santiago. Durante ese viaje logró convencer a la infanta Catalina de Castilla, hermana del rey Juan II, para que se casara con él y el enlace se celebró en Talavera de la Reina en noviembre de 1420. La boda representó para el infante don Enrique, según Vicens Vives, «el cumplimiento de sus designios, a la vez que un importante aumento de su influencia en la corte y de sus territorios en Castilla, ya que la infanta le llevó como dote el marquesado de Villena, elevado a la categoría ducal».
Sin embargo, los planes de don Enrique se vinieron abajo cuando el rey ayudado por don Álvaro de Luna logró escapar de su cautiverio en Talavera el 29 de noviembre, refugiándose en el castillo de la Puebla de Montalbán. Don Enrique de Aragón dirigió sus huestes hacia allí pero el 10 de diciembre levantó el cerco al no poder tomar al asalto el castillo y ante la amenaza de la llegada de las fuerzas comandadas por su hermano Juan quien desde Olmedo había cruzado la Sierra de Guadarrama y establecido su campamento en Móstoles.Don Enrique se dirigió a Ocaña, una de las fortalezas de la Orden de Santiago, mientras su hermano don Juan se reunía con el rey poniéndose a su servicio contra cualquier tentativa de volver a limitar su libertad, «las faciendas e los cuerpos a todo peligro».
Ante el intento de don Enrique de tomar posesión de marquesado de Villena que había recibido como dote de su esposa, la hermana del rey, Juan II acordó desposeerla por consejo del infante don Juan, lo que provocó una violenta reacción de don Enrique que concentró sus fuerzas en Ocaña. Allí recibió una carta de don Álvaro de Luna para «que se guardase él e los caballeros que con él eran de venir al rey con gente de armas, ca el rey habría dello gran enojo e a ellos recrecería por ello mucho daño; e que sería forzado, si lo ficiesen, de inviar el rey al infante don Juan e al arzobispo de Toledo e a los otros grandes de su valía, para les resistir». Aunque el infante no hizo caso inicialmente a esta advertencia, cuando empezaron las deserciones en sus filas aceptó disolver sus tropas el 23 de septiembre de 1422 a pesar de que no recibió garantías por parte del rey sobre su persona y sus bienes.
El 12 de junio de 1423 don Enrique se presentó ante el rey Juan II después de haber recibido garantías personales, pero dos días después el monarca incumplió su palabra y ordenó su detención siendo conducido al castillo de Mora. Avisados de lo que había ocurrido, su esposa y el resto de sus seguidores, entre los que se encontraba el condestable de Castilla Ruy López Dávalos y el adelantado mayor de León Pedro Manrique, pudieron escapar a Aragón. Todos ellos fueron desposeídos de sus bienes y títulos. Los de don Enrique pasaron a su hermano el infante Juan, excepto el maestrazgo de la Orden de Santiago que fue otorgado por el rey de forma provisional a don Gonzalo de Mejía. El título de condestable de Castilla se lo concedió el rey a don Álvaro de Luna, quien así afianzaba su posición dominante en la corte.
La detención de don Enrique provocó la intervención del rey de la Corona de Aragón Alfonso el Magnánimo, como cabeza de los infantes de Aragón. Este, tras fracasar en el intento de entrevistarse personalmente con el rey Juan II de Castilla, buscó aliados para la causa del infante don Enrique entre la alta nobleza castellana y reclutó un ejército que desplegó en la frontera con Castilla. También se puso en contacto con su hermano el infante don Juan, quien consiguió la autorización del rey para salir de Castilla y negociar un acuerdo con el rey aragonés. El resultado de las conversaciones fue el tratado de Torre de Arciel, firmado el 3 de septiembre de 1425, en el que se satisficieron todas las reclamaciones del rey aragonés, ya que no solo se acordó la puesta en libertad del infante don Enrique sino que recobró su cargo como maestre de la Orden de Santiago, además de los bienes patrimoniales y rentas que le fueron confiscados tras su detención.
El 10 de octubre de 1425 fue liberado y siete días después se reunía con su hermano el infante don Juan en Ágreda sellando su reconciliación (don Juan se había opuesto a él durante los sucesos del golpe de Tordesillas). A continuación se dirigió a Tarazona donde fue recibido por su hermano el rey de Aragón y la reina María y se reunió con su esposa Catalina de Castilla, siendo aclamado por sus partidarios y por los magnates y prelados castellanos, aragoneses y catalanes allí congregados.
Tras la firma del tratado de Torre de Arciel encabezó junto con su hermano don Juan, rey consorte de Navarra, una coalición formada por la alta nobleza castellana que se oponía a don Álvaro de Luna y a su política de reforzamiento de la monarquía castellano-leonesa. Para presionar al rey Juan II movilizó sus huestes desde Ocaña, junto con las de los maestres de Alcántara y de Calatrava, para dirigirse primero a Zamora, donde en aquel momento se encontraba la corte castellana, y luego a Valladolid, donde se instaló en agosto de 1427 junto a su hermano. Allí se les unieron los grandes castellanos que formaban parte de la coalición y todos ellos le exigieron al rey que desterrara de la corte a don Álvaro de Luna. La presión hizo efecto y el 5 de septiembre de 1427 Juan II ordenaba su destierro y el de sus partidarios durante año y medio. Sin embargo, el alejamiento forzado de la corte solo duró cinco de meses y el 6 de febrero de 1428 don Álvaro ya estaba de vuelta ―fue recibido clamorosamente en Segovia― ante las divisiones que habían surgido en la facción que encabezaban los infantes de Aragón lo que les había impedido llevar la gobernación del reino castellano-leonés. Pocos meses después, el 21 de junio, el rey Juan II ordenaba a los infantes de Aragón don Enrique y don Juan que abandonaran la corte y convocaba en enero de 1429 a las Cortes de Castilla en Illescas para que aprobaran un fuerte tributo con el que reclutar un ejército que pudiera imponerse al de los infantes de Aragón. En junio estallaba la guerra castellano-aragonesa de 1429-1430.
Durante el destierro de don Álvaro de Luna reclamó al rey la parte de la herencia de su suegro el rey Enrique III de Castilla que le correspondía a su esposa Catalina de Castilla. Fue entonces cuando Juan II les hizo donación de las villas de Trujillo, Alcaraz y Andújar y de otros seiscientos pecheros en tierras de La Alcarria, que se tradujeron, en marzo de 1428, en la cesión adicional de doce aldeas: Aranzueque, Armuña de Tajuña, Fuentelviejo, Retuerta, Pioz, El Pozo de Guadalajara, Yélamos de Arriba, Yélamos de Abajo, Balconete, Yunquera, Serracines y Daganzo; que a tal fin desgajó el rey de su villa de Guadalajara.

### La guerra castellano-aragonesa de 1429-1430 y sus consecuencias: las Treguas de Majano
En la guerra castellano-aragonesa de 1429-1430 fue decisiva la posición que adoptó la alta nobleza castellana, incluida la que había formado parte de la facción encabezada por los infantes don Enrique y don Juan, de apoyo al rey y a su valido don Álvaro de Luna. En el transcurso de la misma los ejércitos castellanos se apoderaron de prácticamente todas las posesiones de los infantes de Aragón. Las de don Enrique fueron tomadas por las huestes comandadas por el conde de Benavente. Sólo resistió Alburquerque donde se había hecho fuerte don Enrique acompañado de su hermano el infante don Pedro.
Las posesiones de los infantes de Aragón en Castilla fueron repartidas entre la alta nobleza castellana, empezando por el propio don Álvaro de Luna que obtuvo el cargo de administrador perpetuo de la Orden de Santiago, lo que le convirtió en el hombre más poderoso de Castilla. La corona únicamente se quedó el señorío de Medina del Campo, la localidad donde se había hecho efectivo el reparto en febrero de 1430.
El tratado que puso fin a la guerra, denominado treguas de Majano, supuso una completa derrota de las pretensiones del infante don Enrique y de sus hermanos los reyes de Aragón y de Navarra, pues no le serían devueltas sus posesiones ni a don Enrique ni a don Juan, rey consorte de Navarra, ni percibirían una renta equivalente en metálico por las mismas, sino que solo se llegó al compromiso de que al finalizar la tregua que duraría cinco años ―período de tiempo durante el cual los infantes de Aragón no podrían entrar en Castilla―  unos jueces resolverían las reclamaciones de los infantes. Sin embargo, los infantes don Enrique y don Pedro que todavía resistían en el castillo de Alburquerque se negaron a aceptar las treguas de Majano y durante los dos años siguientes siguieron combatiendo por Extremadura hasta que en julio de 1432 el comendador de Alcántara Gutierre de Sotomayor les traicionó y gracias a ello don Álvaro de Luna pudo apresar al infante don Pedro. Esto obligó al infante don Enrique a deponer las armas y a abandonar Castilla a cambio de la libertad de su hermano.
En 1434 se trasladó al reino de Sicilia junto con su hermano el infante don Pedro para unirse a Alfonso el Magnánimo que pretendía apoderarse del trono del Reino de Nápoles. Así participó en la batalla naval de Ponza del año siguiente, en la que resultó hecho prisionero al igual que el rey aragonés y su otro hermano el rey consorte de Navarra don Juan. Todos ellos fueron conducidos a Génova y desde allí a Milán, que entonces ostentaba la soberanía sobre la República de Génova. Pero en Milán el duque Felipe María Visconti no los trató como enemigos sino que selló una alianza con Alfonso el Magnánimo, por lo que fueron puestos en libertad.

### La guerra civil castellana de 1437-1445: la muerte a causa de una herida en la batalla de Olmedo
En la guerra civil castellana de 1437-1445 encabezó junto a su hermano don Juan, rey consorte de Navarra, una de las dos facciones nobiliarios que combatieron —la otra estaba encabezada por el condestable don Álvaro de Luna, y contaba con el apoyo del rey Juan II y del príncipe de Asturias don Enrique. En el trascurso de la misma y para sellar la alianza entre los infantes de Aragón y los líderes de la Liga nobiliaria que les apoyaba se acordó el matrimonio del infante don Enrique, que acababa de enviudar, con doña Beatriz Pimentel, hija del conde de Benavente, y la de don Juan, que también acababa de enviudar al haber muerto su esposa Blanca I de Navarra, con doña Juana Enríquez, hija del almirante de Castilla. Participó en la decisiva y final batalla de Olmedo de 1445 en la que los infantes resultaron derrotados. Como resultado de una herida que recibió durante los combates ―«no un ‘puntazo’ en la mano, como generalmente se escribe, sino un ‘lanzazo’ que le atravesó la palma de la mano y toda la parte inferior del brazo», afirma Jaume Vicens Vives― falleció dos meses después, el 19 de julio, en Calatayud a donde había huido desde Olmedo junto con su hermano don Juan.
Así pasó de este mundo este infante de Aragón, el único que no alcanzó a reinar. Existe, no obstante, una teoría historiográfica defendida por Emilio Cabrera, que dice que antes de su muerte existió un plan apoyado por el infante don Juan (también rey consorte de Navarra), por el cual la mitad sur del Reino de Castilla habría sido desgajada para otorgársela a Enrique con título de rey o virrey, quedando la mitad norte para el rey Juan II de Castilla bajo la tutela de su primo el rey navarro.
Pese a todo, Enrique dejó su fama impresa en las páginas de los mejores escritores de aquel siglo prerrenacentista: el preclaro poeta castellano Jorge Manrique lo inmortalizó en las celebérrimas Coplas a la muerte de su padre y el marqués de Santillana en su Comedieta de Ponza.
Con su muerte, según César Álvarez Álvarez, desaparecía «el más ambicioso, audaz, belicoso e intrigante de los Infantes de Aragón que además lo hacía sin descendencia. El condestable don Álvaro de Luna, su cuñado el rey Juan II, e incluso el príncipe de Asturias cada uno con su propio bando nobiliario podían sentirse satisfechos».

## Descendencia
Por otra parte, dejó un hijo póstumo de su segundo matrimonio con Beatriz Pimentel:
- Enrique de Aragón y Pimentel (1445-1522), conocido como el infante Fortuna, aunque no fue infante.

| Predecesor: Lorenzo Suárez de Figueroa | Maestre de la Orden de Santiago 1409 - 1445 | Sucesor: Álvaro de Luna |

## Ancestros
| \| \| \| \| \| \| \| \| \| \| \| \| \| \| \| \| \| \| \| \| 16. Alfonso XI de Castilla (=12) \| \| \| \| \| \| \| \| \| \| \| \| \| \| \| \| \| \| \| \| \| \| \| \| \| \| \| \| \| \| \| \| \| \| \| \| \| \| \| \| \| \| \| \| \| \| \| \| \| \| \| \| \| \| 8. Enrique II de Castilla \| \| \| \| \| \| \| \| \| \| \| \| \| \| \| \| \| \| \| \| \| \| \| \| \| \| \| \| \| \| \| \| \| \| \| \| \| \| \| \| \| \| \| \| \| \| \| \| \| \| \| \| \| \| 17. Leonor de Guzmán (=13) \| \| \| \| \| \| \| \| \| \| \| \| \| \| \| \| \| \| \| \| \| \| \| \| \| \| \| \| \| \| \| \| \| \| \| \| \| \| \| \| \| \| \| \| \| \| \| \| \| \| \| \| \| \| 4. Juan I de Castilla \| \| \| \| \| \| \| \| \| \| \| \| \| \| \| \| \| \| \| \| \| \| \| \| \| \| \| \| \| \| \| \| \| \| \| \| \| \| \| \| \| \| \| \| \| \| \| \| \| \| \| \| \| \| 18. Don Juan Manuel \| \| \| \| \| \| \| \| \| \| \| \| \| \| \| \| \| \| \| \| \| \| \| \| \| \| \| \| \| \| \| \| \| \| \| \| \| \| \| \| \| \| \| \| \| \| \| \| \| \| \| \| \| \| 9. Juana Manuel de Villena \| \| \| \| \| \| \| \| \| \| \| \| \| \| \| \| \| \| \| \| \| \| \| \| \| \| \| \| \| \| \| \| \| \| \| \| \| \| \| \| \| \| \| \| \| \| \| \| \| \| \| \| \| \| 19. Blanca Núñez de Lara \| \| \| \| \| \| \| \| \| \| \| \| \| \| \| \| \| \| \| \| \| \| \| \| \| \| \| \| \| \| \| \| \| \| \| \| \| \| \| \| \| \| \| \| \| \| \| \| \| \| \| \| \| \| 2. Fernando I de Aragón \| \| \| \| \| \| \| \| \| \| \| \| \| \| \| \| \| \| \| \| \| \| \| \| \| \| \| \| \| \| \| \| \| \| \| \| \| \| \| \| \| \| \| \| \| \| \| \| \| \| \| \| \| \| 20. Alfonso IV de Aragón \| \| \| \| \| \| \| \| \| \| \| \| \| \| \| \| \| \| \| \| \| \| \| \| \| \| \| \| \| \| \| \| \| \| \| \| \| \| \| \| \| \| \| \| \| \| \| \| \| \| \| \| \| \| 10. Pedro IV de Aragón \| \| \| \| \| \| \| \| \| \| \| \| \| \| \| \| \| \| \| \| \| \| \| \| \| \| \| \| \| \| \| \| \| \| \| \| \| \| \| \| \| \| \| \| \| \| \| \| \| \| \| \| \| \| 21. Teresa de Entenza \| \| \| \| \| \| \| \| \| \| \| \| \| \| \| \| \| \| \| \| \| \| \| \| \| \| \| \| \| \| \| \| \| \| \| \| \| \| \| \| \| \| \| \| \| \| \| \| \| \| \| \| \| \| 5. Leonor de Aragón \| \| \| \| \| \| \| \| \| \| \| \| \| \| \| \| \| \| \| \| \| \| \| \| \| \| \| \| \| \| \| \| \| \| \| \| \| \| \| \| \| \| \| \| \| \| \| \| \| \| \| \| \| \| 22. Pedro II de Sicilia \| \| \| \| \| \| \| \| \| \| \| \| \| \| \| \| \| \| \| \| \| \| \| \| \| \| \| \| \| \| \| \| \| \| \| \| \| \| \| \| \| \| \| \| \| \| \| \| \| \| \| \| \| \| 11. Leonor de Sicilia \| \| \| \| \| \| \| \| \| \| \| \| \| \| \| \| \| \| \| \| \| \| \| \| \| \| \| \| \| \| \| \| \| \| \| \| \| \| \| \| \| \| \| \| \| \| \| \| \| \| \| \| \| \| 23. Isabel de Carintia \| \| \| \| \| \| \| \| \| \| \| \| \| \| \| \| \| \| \| \| \| \| \| \| \| \| \| \| \| \| \| \| \| \| \| \| \| \| \| \| \| \| \| \| \| \| \| \| \| \| \| \| \| \| 1. Infante Enrique de Aragón \| \| \| \| \| \| \| \| \| \| \| \| \| \| \| \| \| \| \| \| \| \| \| \| \| \| \| \| \| \| \| \| \| \| \| \| \| \| \| \| \| \| \| \| \| \| \| \| \| \| \| \| \| \| 24. Fernando IV de Castilla \| \| \| \| \| \| \| \| \| \| \| \| \| \| \| \| \| \| \| \| \| \| \| \| \| \| \| \| \| \| \| \| \| \| \| \| \| \| \| \| \| \| \| \| \| \| \| \| \| \| \| \| \| \| 12. Alfonso XI de Castilla (=16) \| \| \| \| \| \| \| \| \| \| \| \| \| \| \| \| \| \| \| \| \| \| \| \| \| \| \| \| \| \| \| \| \| \| \| \| \| \| \| \| \| \| \| \| \| \| \| \| \| \| \| \| \| \| 25. Constanza de Portugal \| \| \| \| \| \| \| \| \| \| \| \| \| \| \| \| \| \| \| \| \| \| \| \| \| \| \| \| \| \| \| \| \| \| \| \| \| \| \| \| \| \| \| \| \| \| \| \| \| \| \| \| \| \| 6. Sancho de Castilla \| \| \| \| \| \| \| \| \| \| \| \| \| \| \| \| \| \| \| \| \| \| \| \| \| \| \| \| \| \| \| \| \| \| \| \| \| \| \| \| \| \| \| \| \| \| \| \| \| \| \| \| \| \| 26. Pedro Núñez de Guzmán \| \| \| \| \| \| \| \| \| \| \| \| \| \| \| \| \| \| \| \| \| \| \| \| \| \| \| \| \| \| \| \| \| \| \| \| \| \| \| \| \| \| \| \| \| \| \| \| \| \| \| \| \| \| 13. Leonor de Guzmán (=17) \| \| \| \| \| \| \| \| \| \| \| \| \| \| \| \| \| \| \| \| \| \| \| \| \| \| \| \| \| \| \| \| \| \| \| \| \| \| \| \| \| \| \| \| \| \| \| \| \| \| \| \| \| \| 27. Juana Ponce de León \| \| \| \| \| \| \| \| \| \| \| \| \| \| \| \| \| \| \| \| \| \| \| \| \| \| \| \| \| \| \| \| \| \| \| \| \| \| \| \| \| \| \| \| \| \| \| \| \| \| \| \| \| \| 3. Leonor de Alburquerque \| \| \| \| \| \| \| \| \| \| \| \| \| \| \| \| \| \| \| \| \| \| \| \| \| \| \| \| \| \| \| \| \| \| \| \| \| \| \| \| \| \| \| \| \| \| \| \| \| \| \| \| \| \| 28. Alfonso IV de Portugal \| \| \| \| \| \| \| \| \| \| \| \| \| \| \| \| \| \| \| \| \| \| \| \| \| \| \| \| \| \| \| \| \| \| \| \| \| \| \| \| \| \| \| \| \| \| \| \| \| \| \| \| \| \| 14. Pedro I de Portugal \| \| \| \| \| \| \| \| \| \| \| \| \| \| \| \| \| \| \| \| \| \| \| \| \| \| \| \| \| \| \| \| \| \| \| \| \| \| \| \| \| \| \| \| \| \| \| \| \| \| \| \| \| \| 29. Beatriz de Castilla \| \| \| \| \| \| \| \| \| \| \| \| \| \| \| \| \| \| \| \| \| \| \| \| \| \| \| \| \| \| \| \| \| \| \| \| \| \| \| \| \| \| \| \| \| \| \| \| \| \| \| \| \| \| 7. Beatriz de Portugal \| \| \| \| \| \| \| \| \| \| \| \| \| \| \| \| \| \| \| \| \| \| \| \| \| \| \| \| \| \| \| \| \| \| \| \| \| \| \| \| \| \| \| \| \| \| \| \| \| \| \| \| \| \| 30. Pedro Fernández de Castro \| \| \| \| \| \| \| \| \| \| \| \| \| \| \| \| \| \| \| \| \| \| \| \| \| \| \| \| \| \| \| \| \| \| \| \| \| \| \| \| \| \| \| \| \| \| \| \| \| \| \| \| \| \| 15. Inés de Castro \| \| \| \| \| \| \| \| \| \| \| \| \| \| \| \| \| \| \| \| \| \| \| \| \| \| \| \| \| \| \| \| \| \| \| \| \| \| \| \| \| \| \| \| \| \| \| \| \| \| \| \| \| \| 31. Aldonza Lorenzo de Valladares \| \| \| \| \| \| \| \| \| \| \| \| \| \| \| \| \| \| \| \| \| \| \| \| \| \| \| \| \| \| \| \| \| \| \| \| \| \| \| \| \| \| \| \| \| \| \| \| \| \| \| \| |                                   |  |  |  |  |  |  |  |  |  |  |  |  |  |  |  |
| |                                   |  |  |  |  |  |  |  |  |  |  |  |  |  |  |  |
| | 16. Alfonso XI de Castilla (=12)  |  |  |  |  |  |  |  |  |  |  |  |  |  |  |  |
| |                                   |  |  |  |  |  |  |  |  |  |  |  |  |  |  |  |
| |                                   |  |  |  |  |  |  |  |  |  |  |  |  |  |  |  |
| | 8. Enrique II de Castilla         |  |  |  |  |  |  |  |  |  |  |  |  |  |  |  |
| |                                   |  |  |  |  |  |  |  |  |  |  |  |  |  |  |  |
| |                                   |  |  |  |  |  |  |  |  |  |  |  |  |  |  |  |
| | 17. Leonor de Guzmán (=13)        |  |  |  |  |  |  |  |  |  |  |  |  |  |  |  |
| |                                   |  |  |  |  |  |  |  |  |  |  |  |  |  |  |  |
| |                                   |  |  |  |  |  |  |  |  |  |  |  |  |  |  |  |
| | 4. Juan I de Castilla             |  |  |  |  |  |  |  |  |  |  |  |  |  |  |  |
| |                                   |  |  |  |  |  |  |  |  |  |  |  |  |  |  |  |
| |                                   |  |  |  |  |  |  |  |  |  |  |  |  |  |  |  |
| | 18. Don Juan Manuel               |  |  |  |  |  |  |  |  |  |  |  |  |  |  |  |
| |                                   |  |  |  |  |  |  |  |  |  |  |  |  |  |  |  |
| |                                   |  |  |  |  |  |  |  |  |  |  |  |  |  |  |  |
| | 9. Juana Manuel de Villena        |  |  |  |  |  |  |  |  |  |  |  |  |  |  |  |
| |                                   |  |  |  |  |  |  |  |  |  |  |  |  |  |  |  |
| |                                   |  |  |  |  |  |  |  |  |  |  |  |  |  |  |  |
| | 19. Blanca Núñez de Lara          |  |  |  |  |  |  |  |  |  |  |  |  |  |  |  |
| |                                   |  |  |  |  |  |  |  |  |  |  |  |  |  |  |  |
| |                                   |  |  |  |  |  |  |  |  |  |  |  |  |  |  |  |
| | 2. Fernando I de Aragón           |  |  |  |  |  |  |  |  |  |  |  |  |  |  |  |
| |                                   |  |  |  |  |  |  |  |  |  |  |  |  |  |  |  |
| |                                   |  |  |  |  |  |  |  |  |  |  |  |  |  |  |  |
| | 20. Alfonso IV de Aragón          |  |  |  |  |  |  |  |  |  |  |  |  |  |  |  |
| |                                   |  |  |  |  |  |  |  |  |  |  |  |  |  |  |  |
| |                                   |  |  |  |  |  |  |  |  |  |  |  |  |  |  |  |
| | 10. Pedro IV de Aragón            |  |  |  |  |  |  |  |  |  |  |  |  |  |  |  |
| |                                   |  |  |  |  |  |  |  |  |  |  |  |  |  |  |  |
| |                                   |  |  |  |  |  |  |  |  |  |  |  |  |  |  |  |
| | 21. Teresa de Entenza             |  |  |  |  |  |  |  |  |  |  |  |  |  |  |  |
| |                                   |  |  |  |  |  |  |  |  |  |  |  |  |  |  |  |
| |                                   |  |  |  |  |  |  |  |  |  |  |  |  |  |  |  |
| | 5. Leonor de Aragón               |  |  |  |  |  |  |  |  |  |  |  |  |  |  |  |
| |                                   |  |  |  |  |  |  |  |  |  |  |  |  |  |  |  |
| |                                   |  |  |  |  |  |  |  |  |  |  |  |  |  |  |  |
| | 22. Pedro II de Sicilia           |  |  |  |  |  |  |  |  |  |  |  |  |  |  |  |
| |                                   |  |  |  |  |  |  |  |  |  |  |  |  |  |  |  |
| |                                   |  |  |  |  |  |  |  |  |  |  |  |  |  |  |  |
| | 11. Leonor de Sicilia             |  |  |  |  |  |  |  |  |  |  |  |  |  |  |  |
| |                                   |  |  |  |  |  |  |  |  |  |  |  |  |  |  |  |
| |                                   |  |  |  |  |  |  |  |  |  |  |  |  |  |  |  |
| | 23. Isabel de Carintia            |  |  |  |  |  |  |  |  |  |  |  |  |  |  |  |
| |                                   |  |  |  |  |  |  |  |  |  |  |  |  |  |  |  |
| |                                   |  |  |  |  |  |  |  |  |  |  |  |  |  |  |  |
| | 1. Infante Enrique de Aragón      |  |  |  |  |  |  |  |  |  |  |  |  |  |  |  |
| |                                   |  |  |  |  |  |  |  |  |  |  |  |  |  |  |  |
| |                                   |  |  |  |  |  |  |  |  |  |  |  |  |  |  |  |
| | 24. Fernando IV de Castilla       |  |  |  |  |  |  |  |  |  |  |  |  |  |  |  |
| |                                   |  |  |  |  |  |  |  |  |  |  |  |  |  |  |  |
| |                                   |  |  |  |  |  |  |  |  |  |  |  |  |  |  |  |
| | 12. Alfonso XI de Castilla (=16)  |  |  |  |  |  |  |  |  |  |  |  |  |  |  |  |
| |                                   |  |  |  |  |  |  |  |  |  |  |  |  |  |  |  |
| |                                   |  |  |  |  |  |  |  |  |  |  |  |  |  |  |  |
| | 25. Constanza de Portugal         |  |  |  |  |  |  |  |  |  |  |  |  |  |  |  |
| |                                   |  |  |  |  |  |  |  |  |  |  |  |  |  |  |  |
| |                                   |  |  |  |  |  |  |  |  |  |  |  |  |  |  |  |
| | 6. Sancho de Castilla             |  |  |  |  |  |  |  |  |  |  |  |  |  |  |  |
| |                                   |  |  |  |  |  |  |  |  |  |  |  |  |  |  |  |
| |                                   |  |  |  |  |  |  |  |  |  |  |  |  |  |  |  |
| | 26. Pedro Núñez de Guzmán         |  |  |  |  |  |  |  |  |  |  |  |  |  |  |  |
| |                                   |  |  |  |  |  |  |  |  |  |  |  |  |  |  |  |
| |                                   |  |  |  |  |  |  |  |  |  |  |  |  |  |  |  |
| | 13. Leonor de Guzmán (=17)        |  |  |  |  |  |  |  |  |  |  |  |  |  |  |  |
| |                                   |  |  |  |  |  |  |  |  |  |  |  |  |  |  |  |
| |                                   |  |  |  |  |  |  |  |  |  |  |  |  |  |  |  |
| | 27. Juana Ponce de León           |  |  |  |  |  |  |  |  |  |  |  |  |  |  |  |
| |                                   |  |  |  |  |  |  |  |  |  |  |  |  |  |  |  |
| |                                   |  |  |  |  |  |  |  |  |  |  |  |  |  |  |  |
| | 3. Leonor de Alburquerque         |  |  |  |  |  |  |  |  |  |  |  |  |  |  |  |
| |                                   |  |  |  |  |  |  |  |  |  |  |  |  |  |  |  |
| |                                   |  |  |  |  |  |  |  |  |  |  |  |  |  |  |  |
| | 28. Alfonso IV de Portugal        |  |  |  |  |  |  |  |  |  |  |  |  |  |  |  |
| |                                   |  |  |  |  |  |  |  |  |  |  |  |  |  |  |  |
| |                                   |  |  |  |  |  |  |  |  |  |  |  |  |  |  |  |
| | 14. Pedro I de Portugal           |  |  |  |  |  |  |  |  |  |  |  |  |  |  |  |
| |                                   |  |  |  |  |  |  |  |  |  |  |  |  |  |  |  |
| |                                   |  |  |  |  |  |  |  |  |  |  |  |  |  |  |  |
| | 29. Beatriz de Castilla           |  |  |  |  |  |  |  |  |  |  |  |  |  |  |  |
| |                                   |  |  |  |  |  |  |  |  |  |  |  |  |  |  |  |
| |                                   |  |  |  |  |  |  |  |  |  |  |  |  |  |  |  |
| | 7. Beatriz de Portugal            |  |  |  |  |  |  |  |  |  |  |  |  |  |  |  |
| |                                   |  |  |  |  |  |  |  |  |  |  |  |  |  |  |  |
| |                                   |  |  |  |  |  |  |  |  |  |  |  |  |  |  |  |
| | 30. Pedro Fernández de Castro     |  |  |  |  |  |  |  |  |  |  |  |  |  |  |  |
| |                                   |  |  |  |  |  |  |  |  |  |  |  |  |  |  |  |
| |                                   |  |  |  |  |  |  |  |  |  |  |  |  |  |  |  |
| | 15. Inés de Castro                |  |  |  |  |  |  |  |  |  |  |  |  |  |  |  |
| |                                   |  |  |  |  |  |  |  |  |  |  |  |  |  |  |  |
| |                                   |  |  |  |  |  |  |  |  |  |  |  |  |  |  |  |
| | 31. Aldonza Lorenzo de Valladares |  |  |  |  |  |  |  |  |  |  |  |  |  |  |  |
| |                                   |  |  |  |  |  |  |  |  |  |  |  |  |  |  |  |
| |                                   |  |  |  |  |  |  |  |  |  |  |  |  |  |  |  |